# Eritrichium nanum
Eritrichium nanum là loài thực vật có hoa trong họ Mồ hôi. Loài này được (L.) Schrad. ex Gaudin mô tả khoa học đầu tiên năm 1828.